# Nigéria nos Jogos Olímpicos de Verão de 2004
Nigéria competiu nos Jogos Olímpicos de Verão de 2004, em Atenas, na Grécia.

## Medalhistas

### Bronze
- Atletismo - 4x100 metros masculino:

Olusoji Fasuba
Uchenna Emedolu
Aaron Egbele
Deji Aliu
- Atletismo - 4x400 metros masculino:

James Godday
Musa Audu
Saul Weigopwa
Enefiok Udo Obong

## Desempenho

### Atletismo
Masculino
| Atletas         | Evento     | Preliminar | Preliminar | Quartas | Quartas | Semifinal   | Semifinal   | Final       | Final       |
| Atletas         | Evento     | Marca      | Posição    | Marca   | Posição | Marca       | Posição     | Marca       | Posição     |
| --------------- | ---------- | ---------- | ---------- | ------- | ------- | ----------- | ----------- | ----------- | ----------- |
| Uchenna Emedolu | 100 metros | 10s22      | 18º        | 10s15   | 12º     | 10s35       | 16º         | Não avançou | Não avançou |
| Deji Aliu       | 100 metros | 10s39      | 40º        | 10s26   | 25º     | Não avançou | Não avançou | Não avançou | Não avançou |